# Casa de José Bonifácio
A Casa de Cultura José Bonifácio foi residência de exílio do Patrono da Independência do Brasil, José Bonifácio de Andrada e Silva, entre 1830 e 1838, ano de sua morte. A casa localiza-se na Ilha de Paquetá, na cidade do Rio de Janeiro. É um patrimônio histórico tombado pelo Instituto do Patrimônio Histórico e Artístico Nacional (IPHAN), na data de 13 de abril de 1938, sob o processo de nº 28.T.1938.
Atualmente a casa é de propriedade privada. No local está instalado o Museu de Comunicação e Costumes.

## História
Em 1829, no seu retorno do exílio na França, José Bonifácio de Andrada e Silva comprou, de Eugênio José da Silva Teixeira, a chácara na Ilha de Paquetá. Foi chamado por Dom Pedro I para ser tutor de seu filho Pedro de Alcântara. Em 1833 foi preso em regime domiciliar e exilado para a Chácara da Ilha de Paquetá. Em 1838, José Bonifácio veio a falecer e seus herdeiros colocaram a chácara a leilão.
Na década de 30, a Família Ajuz compra a casa para veraneio. Com a morte do patriarca, seus herdeiros colocam a venda. Em 2015, a casa foi comprada pelo jornalista Fichel Davit Chargel, atual proprietário, que restaurou a casa para abrigar a  Casa de Cultura José Bonifácio - Museu de Comunicação e Costumes.

## Arquitetura
Chácara com terreno de 4 mil metros quadrados e 250 metros quadrados de área construída. Edificação de um pavimento, de arquitetura colonial. A casa possuía uma sala de estar, oito quartos, copa, duas cozinhas, dois banheiros e uma casa em anexo. Na fachada, as portas e janelas são em veneziana.

## Museu de Comunicação e Costumes
O proprietário atual, o jornalista Fichel Davit Chargel, reformou o imóvel para abrigar o Museu de Comunicação e Costumes. Reuniu um acervo com 20 mil peças de sua coleção entre fotografias, pinturas e objetos raros. A visitação, por enquanto, é feita aos sábados, de 8:30 às 11 horas. Não é necessário agendamento.